# Braak-stadiëring

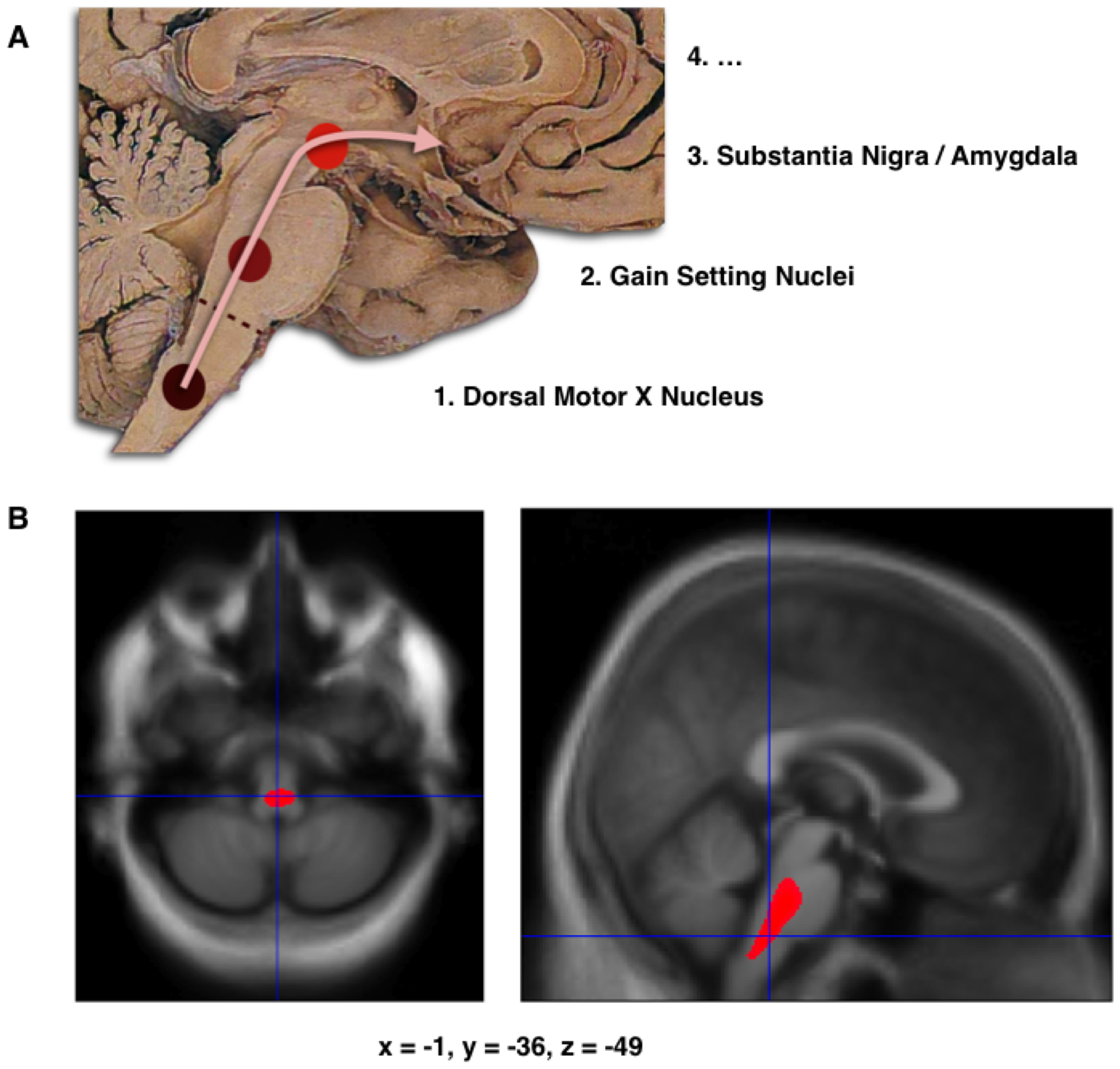
A. Schematische beginnende progressie van alfa-synucleïne-afzettingen in de eerste stadia van de ziekte van Parkinson, zoals voorgesteld door Braak en zijn collega's.
B. Lokalisering van het gebied waar een significante afname in hersenvolume zichtbaar is in beginnende Parkinson, vergeleken met een groep deelnemers die géén Parkinson hadden. Schade aan de hersenstam bleek bij deze studie mogelijk het eerste waarneembare stadium van neuropathologie bij de ziekte van Parkinson.

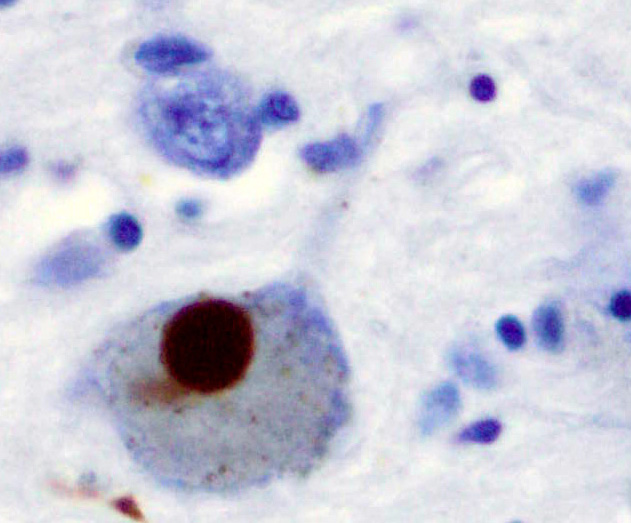
Positieve alfa-synucleïne-kleuring in een lewy-lichaampje in een patiënt met de ziekte van Parkinson.

De Braak-stadiëring verwijst naar twee methoden om de ernst van pathologie vast te stellen bij de ziekte van Parkinson en de ziekte van Alzheimer. De methoden worden zowel in het onderzoek als in de diagnostiek toegepast. De stadiëring kan worden vastgesteld op basis van een autopsie van de hersenen.

## Ziekte van Parkinson
Het belangrijkste pathologische kenmerk van de ziekte van Parkinson is de celdood in de substantia nigra. De celdood is het grootst in het ventrale gedeelte van de pars compacta van de substantia nigra: tot 70% van de cellen in dit gedeelte zijn aangetast op het moment de patiënt overlijdt. Hoe de celdood tot stand komt, kan variëren. Een van de manieren is de pathologische ophoping van alfa-synucleïne, een eiwit dat in de hersenen voorkomt. Door ophoping van dit eiwit, kunnen lewy-lichaampjes ontstaan.

### Theorie van Braak
De stadiëring van de ziekte van Parkinson werd voor het eerst beschreven door Heiko Braak in 2003. Braak en zijn collega's stellen dat Parkinson begint wanneer een aanvaller van buitenaf het lichaam binnendringt via de neus of het gastro-intestinale systeem en het centrale zenuwstelsel (CZS) bereikt. De aanwezigheid van lewy-lichaampjes in het enterische en perifere zenuwstelsel onderbouwen deze stelling. De lewy-pathologie verspreidt zich door het CZS en raakt vooral dikke en grotendeels ongemyeliniseerde neuronen. Volgens Braak en collega's begint de ziekte in het enterische zenuwstelsel en treedt het het CZS binnen via de nervus vagus.
Op basis van deze bevinding, hebben Braak en zijn collega's een stadiëringssysteem ontwikkeld, dat bestaat uit zes stadia. Elk stadium wordt gekenmerkt door abnormale pathologie in een specifieke neurologische structuur. Qua symptomatologie, nemen het type en de ernst van de kenmerken van de ziekte toe met elk hoger stadium.
De vroegere stadia worden gekenmerkt door niet-beweginggerelateerde symptomen, zoals een verminderd reukvermogen of constipatie. Bewegingsstoornissen presenteren zich meestal in de middelste stadia en cognitieve problemen ontstaan in de latere stadia.

#### 1e stadium

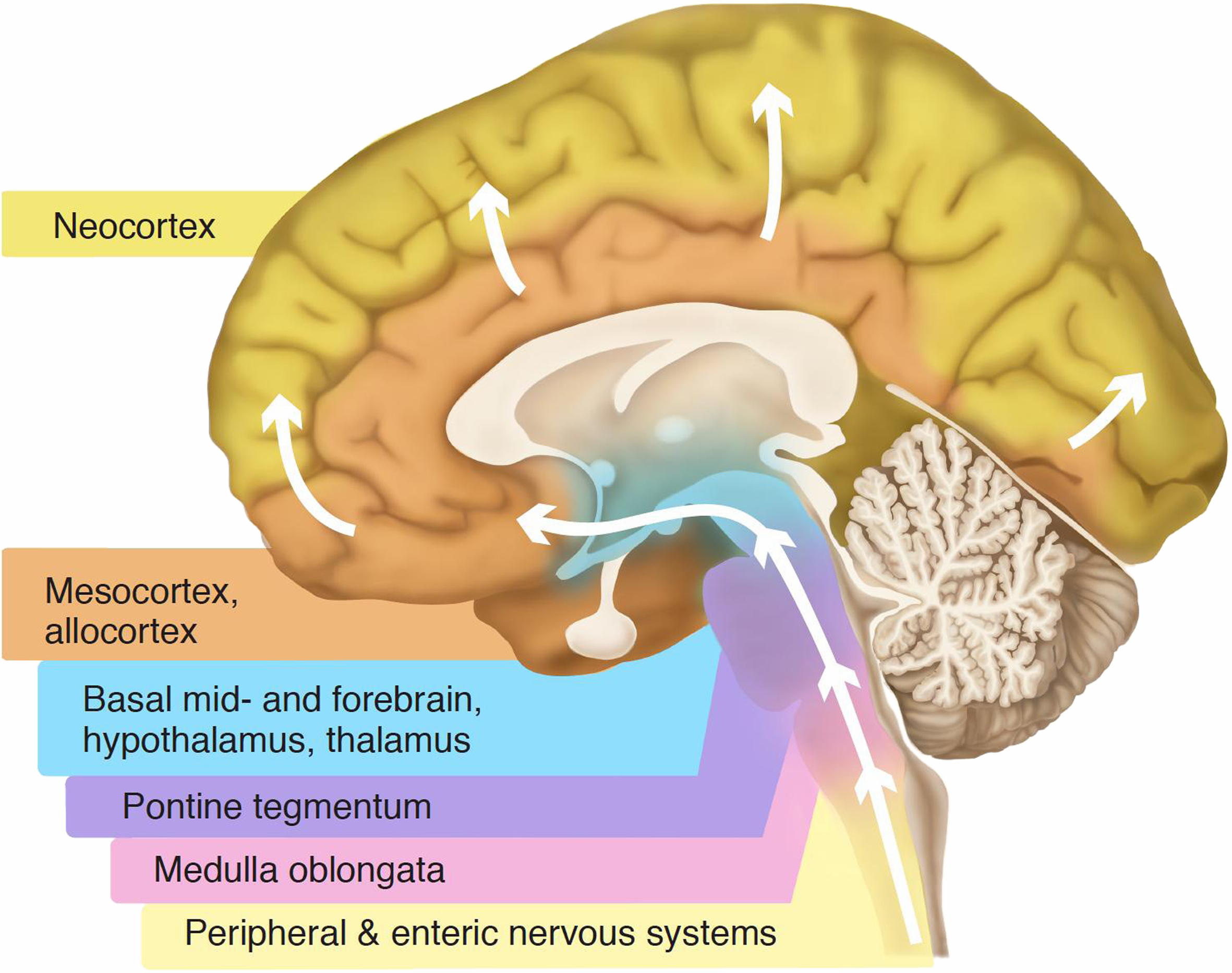
Braak-stadiëring: Lichtgeel: oorsprong van de pathologie van Parkinson.
Roze/paars: 1e en 2e stadium.
Blauw: 3e en 4e stadium.
Oranje: 5e stadium.
Donkergeel: volledige betrokkenheid van de neocortex, 6e stadium.

De ziekte begint in de structuren onder in de hersenstam en het reuksysteem. Met name de nucleus posterior nervi vagi in de medulla oblongata en de nucleus olfactorius anterior zijn aangetast. Lewy-neurieten, draadvormige alfa-synucleïne-ophopingen, komen in dit stadium nog meer voor dan de ronde lewy-lichaampjes.

#### 2e stadium
Bovenop de pathologie die wordt gezien in het eerste stadium, wordt het tweede stadium gekenmerkt door laesies in de nuclei raphes en de nucleus gigantocellularis in de medulla oblongata. De ziekte verspreidt zich dan omhoog langs de hersenstam, richting de locus caeruleus in de dorsale pons. Net als in het eerste stadium, zijn er meer lewy-neurieten dan -lichaampjes.

#### 3e stadium
Aan het begin van het derde stadium, heeft de ziekte de substantia nigra bereikt en beginnen zich lewy-laesies te vormen in de pars compacta. In de tweede helft van dit stadium, verspreidt de ziekte zich naar de nucleus basalis van Meynert, een groep cellen die acetylcholine produceren in de basale voorhersenen. In de structuren die in de eerste twee stadia zijn aangetast, beginnen zich meer lewy-lichaampjes te vormen.

#### 4e stadium
Het vierde stadium wordt gekenmerkt door ernstige beschadiging van dopaminerge cellen in de pars compacta van de substantia nigra. Ook de mesocortex en de allocortex worden aangedaan; de neocortex blijft nog gespaard. In de amygdala en in bepaalde kernen van de thalamus kan ook schade worden gevonden. Tevens raakt de nucleus olfactorius anterior ernstig beschadigd.

#### 5e stadium
De ziekte begint inmiddels de neocortex aan te tasten en bereikt structuren in de temporale, pariëtale en frontale kwabben. Er kan celdood worden waargenomen in de substantia nigra, de nucleus posterior nervi vagi, de nucleus gigantocellularis en de locus caeruleus.

#### 6e stadium
De ziekte heeft zich door de hele neocortex verspreid, waarbij zowel beweging als waarneming wordt aangetast. De ziekte is op zijn ernstigst.

## Ziekte van Alzheimer
Braak beschreef in 1991 ook de stadiëring van de ziekte van Alzheimer.
Stadia I en II worden gebruikt wanneer neurofibrillaire tangles zich nog beperken tot de regio transentorhinalis van de hersenen. In stadia III en IV worden ook onderdelen van het limbisch systeem, zoals de hippocampus, getroffen. In stadia V en VI is de hele neocortex betrokken. De Braak-stadiëring moet niet worden verward met de verspreiding van amyloïde plaques. Dat proces verloopt anders.

## Reisberg-stadiëring
De Reisberg-stadiëring is eveneens een stadiëringsmethode die gebruikt wordt bij dementie. In tegenstelling tot de Braak-stadiëring is deze niet zozeer gericht op de lichamelijk objectiveerbare afwijkingen, maar op de mate van beperking. De Reisberg-schaal loopt van 1 (gezond) tot en met 7 (zeer diep dement).